# القصيدة العمرية
القصيدة العمرية هي قصيدة من البحر البسيط التام في مدح عمر بن الخطاب للشاعر حافظ إبراهيم، وتعد واحدة من أشهر القصائد في مدح عمر. ألقاها الشاعر في الحفل الذي أقيم بمدرج وزارة المعارف في درب الجماميز في القاهرة مساء الجمعة 8 فبراير سنة 1918م.

## مؤلف القصيدة
محمد حافظ بن إبراهيم ولد في محافظة أسيوط 24 فبراير 1872 وبعض المراجع تشير إلى أنه ولد في مدينة الإسكندرية 4 فبراير 1871 - 21 يونيو 1932م. شاعر مصري ذائع الصيت.
عاصر أحمد شوقي ولقب بشاعر النيل وبشاعر الشعب، تميز بجزالة شعره وقوة ذاكرته والتي قاومت السنين ولم يصبها الوهن والضعف على مر 60 سنة هي عمر حافظ إبراهيم، وكان باستطاعته – بشهادة أصدقائه – أن يقرأ كتاب أو ديوان شعر كامل في عده دقائق وبقراءة سريعة ثم بعد ذلك يتمثل ببعض فقرات هذا الكتاب أو أبيات ذاك الديوان. وروى عنه بعض أصدقائه أنه كان يسمع قارئ القرآن في بيت خاله يقرأ سورة الكهف أو مريم أو طه فيحفظ ما يقوله ويؤديه كما سمعه بالرواية التي سمع القارئ يقرأ بها.
يعتبر شعره سجل الأحداث، إنما يسجلها بدماء قلبه وأجزاء روحه ويصوغ منها أدبا قيما يحث النفوس ويدفعها إلى النهضة، سواء أضحك في شعره أم بكى وأمل أم يئس، فقد كان يتربص كل حادث هام يعرض فيخلق منه موضوعا لشعره ويملؤه بما يجيش في صدره.
مع تلك الهبة الرائعة، فإن حافظ أصابه - ومن فترة امتدت من 1911 إلى 1932 – داء اللامبالاة والكسل وعدم العناية بتنميه مخزونه الفكرى وبالرغم من إنه كان رئيساً للقسم الأدبى بدار الكتب إلا أنه لم يقرأ في هذه الفترة كتاباً واحداً من آلاف الكتب التي تزخر بها دار المعارف، الذي كان الوصول إليها يسير بالنسبة لحافظ، تقول بعض الآراء ان هذه الكتب المترامية الأطراف القت في سأم حافظ الملل، ومنهم من قال بأن نظر حافظ بدا بالذبول خلال فترة رئاسته لدار الكتب وخاف من المصير الذي لحق بالبارودى في أواخر أيامه. كان حافظ إبراهيم رجل مرح وابن نكتة وسريع البديهة يملأ المجلس ببشاشته وفكاهاته الطريفة التي لاتخطئ مرماها.

## نبذة عن عمر بن الخطاب
أبو حفص عمر بن الخطاب العدوي القرشي، المُلقب بالفاروق، هو ثاني الخلفاء الراشدين ومن كبار أصحاب الرسول محمد صلى الله عليه وسلم، وأحد أشهر الأشخاص والقادة في التاريخ الإسلامي هو أحد العشرة المبشرين بالجنة، ومن علماء الصحابة وزهّادهم. تولّى الخلافة الإسلامية بعد وفاة أبي بكر الصديق رضي الله عنه في 23 أغسطس سنة 634م، الموافق للثاني والعشرين من جمادى الثانية سنة 13 هـ كان ابن الخطّاب قاضيًا خبيرًا وقد اشتهر بعدله وإنصافه الناس من المظالم، سواء كانوا مسلمين أو غير مسلمين، وكان ذلك أحد أسباب تسميته بالفاروق، لتفريقه بين الحق والباطل.
هو مؤسس التقويم الهجري، وفي عهده بلغ الإسلام مبلغًا عظيمًا، وتوسع نطاق الدولة الإسلامية حتى شمل كامل العراق ومصر وليبيا والشام وفارس وخراسان وشرق الأناضول وجنوب أرمينية وسجستان، وهو الذي أدخل القدس تحت حكم المسلمين لأول مرة وهي ثالث أقدس المدن في الإسلام، وبهذا استوعبت الدولة الإسلامية كامل أراضي الإمبراطورية الفارسية الساسانية وحوالي ثلثيّ أراضي الامبراطورية البيزنطية تجلّت عبقرية عمر بن الخطاب العسكرية في حملاته المنظمة المتعددة التي وجهها لإخضاع الفرس الذين فاقوا المسلمين قوة، فتمكن من فتح كامل إمبراطوريتهم خلال أقل من سنتين، كما تجلّت قدرته وحنكته السياسية والإدارية عبر حفاظه على تماسك ووحدة دولة كان حجمها يتنامى يومًا بعد يوم ويزداد عدد سكانها وتتنوع أعراقها وكان الفاروق قوي جداً ورحيم وقائد بارع وشديد على الكفار رحيم بالمسلمين وكان إيمانه قوياً

## اقرأ أيضاً
- الخلفاء الراشدون
- ابوبكر الصديق
- عثمان بن عفان
- علي بن ابي طالب
- اهل السنة والجماعة